# Peter Kreeft
Peter John Kreeft (Paterson, Nova Jérsei, EUA, 16 de março de 1937) é um professor de Filosofia no Boston College e King's College. É autor de vários livros de Filosofia cristã, teologia católica e apologética católica. Suas principais influências foram Sócrates, Santo Tomás de Aquino, G. K. Chesterton, C. S. Lewis e Blaise Pascal.
É oriundo de uma família calvinista, mas converteu-se ao catolicismo romano e hoje é considerado um dos maiores escritores católicos dos Estados Unidos.
Kreeft graduou-se no Calvin College (1959), concluiu o mestrado (1961) e doutoramento (1965) na Fordham University.

## História de conversão
Kreeft converteu-se ao catolicismo durante os seus anos de faculdade. Um ponto de viragem importante foi quando lhe foi pedido por um professor calvinista para investigar as alegações da Igreja Católica de que ela se tinha traçado até à Igreja primitiva. Ele disse que, por si próprio, "descobriu na Igreja primitiva elementos católicos tais como a centralidade da Eucaristia, a Presença Real, orações aos santos, devoção a Maria, insistência na unidade visível, e sucessão apostólica".
O factor "central e decisivo" para a sua conversão foi "a pretensão da Igreja de ser a única Igreja historicamente fundada por Cristo", segundo ele, aplicou o trilema de C. S. Lewis (ou Jesus é Lunático, Mentiroso, ou Senhor): "Pensei, tal como Jesus fez uma afirmação sobre a Sua identidade que nos força a entrar num de apenas dois campos […] assim a afirmação da Igreja Católica de ser a única Igreja verdadeira, a Igreja fundada por Cristo, obriga-nos a dizer ou que esta é a afirmação mais arrogante, blasfema e perversa imaginável, se não for verdadeira, ou então que ela é apenas aquilo que afirma ser".
Segundo o relato pessoal de Kreeft, a sua conversão ao catolicismo foi influenciada, entre outras coisas, pela arquitetura gótica e filosofia tomista, pelos escritos de São João da Cruz, pela lógica de pedir aos santos que rezassem por nós e por uma visita à Catedral de São Patrício, em Nova Iorque, quando ele tinha doze anos de idade, "sentindo-se como se estivesse no céu […] e perguntando-se por que razão, se os católicos se enganaram em tudo o resto, como me tinham ensinado, eles ficaram tão bonitos […]".
Embora católico romano, coloca uma ênfase central na unidade entre católicos e protestantes.

## Obras
- Socrates' Children, 4 vols. (2019) — The 100 Greatest Philosophers
- Doors in the Walls of the World (2018) - Signs of Transcendence in the Human Story
- Forty Reasons I am a Catholic (2018)
- Between One Faith and Another (2017) — Engaging Conversations on the World's Great Religions
- Catholics and Protestants (2017) — What Can We Learn from Each Other?
- How to Be Holy (2016) — First Steps in Becoming a Saint
- I Burned for Your Peace: Augustine Unpacked (2016) — Burned for Your Peace: Augustine Unpacked
- The Philosopher's Bench (2015)(DVD) — Catholic philosophers Peter Kreeft and Thomas Howard bring philosophy to the 'man in the street'
- Letters to an Atheist (2014) — Wrestling with Faith
- Practical Theology (2014) — Spiritual Direction from Aquinas
- Socrates Meets Kierkegaard (2014) — Questions the founder of Christian existentialism
- Charisms: Visions, Tongues, Healing, etc. (feat. Dave Nevins) (2013) — catalysts to "two-way" interactive prayer
- Jacob's Ladder (2013) — Ten Steps to Truth
- Summa Philosophica (2012) — 110 Key Questions in Philosophy
- An Ocean Full of Angels (2011)
- Socrates Meets Hume (2010) - The Father of Philosophy Meets the Father of Modern Skepticism
- Between Allah & Jesus: what Christians Can Learn from Muslims (2010)
- If Einstein Had Been a Surfer (2009) — A Philosophy of Surfing
- Socrates Meets Kant (2009) — The Father of Philosophy Meets His Most Influential Modern Child
- Jesus-Shock (2008)
- Because God Is Real: Sixteen Questions, One Answer (2008)
- I Surf Therefore I Am (2008) — An exploration of Surfing
- Before I Go (2007) — Letters to Children About What Really Matters
- Pocket Guide to the Meaning of Life (2007)
- The Philosophy of Jesus (2007) — On the wisdom of Jesus
- Socrates Meets Descartes (2007) - The Father of Philosophy Analyzes the Father of Modern Philosophy's Discourse on Method
- The Sea Within (2006)
- The Philosophy of Tolkien: The Worldview Behind "The Lord of the Rings" (2005)
- Socrates Meets Sartre: Father Of Philosophy Meets The Founder of Existentialism (2005) — Socrates and Jean-Paul Sartre
- You Can Understand the Bible (2005) - a combination of his previous books You Can Understand the Old Testament: A Book-by-Book Guide for Catholics (1990) and Reading and Praying the New Testament: A Book-by-Book Guide for Catholics (1992)
- Socratic Logic (2005) — A textbook on classical logic.
- The God Who Loves You (2004)
- Socrates Meets Marx (2003) — Socratic dialogue between Socrates and Karl Marx
- Socrates Meets Machiavelli (2003) — Socratic dialogue between Socrates and Machiavelli
- Philosophy 101 by Socrates (2002) — An introduction to philosophy via Plato's Apology
- Three Approaches to Abortion (2002)
- Celebrating Middle Earth: Lord of the Rings (2002) — On western civilization
- How to Win the Culture War: A Christian Battle Plan for a Society in Crisis (2002)
- Socrates Meets Jesus (1987/2002)— Socratic dialogue with students of Harvard University's Divinity School
- Catholic Christianity (2001)
- Prayer for Beginners (2000)
- Refutation of Moral Relativism — Dialogues between a relativist and absolutist (1999)
- The Snakebite Letters Devious Secrets for Subverting Society (1998)
- The Journey A Spiritual Roadmap For Modern Pilgrims (1996)
- Ecumenical Jihad: Ecumenism and the Culture Wars (1996)
- Angels (and Demons): What Do We Really Know About Them? (1995)
- Talking to Your Children About Being Catholic (1995) — A treasure trove of ideas
- Handbook of Christian Apologetics (Pocket Version) (1994)
- Shadow-Lands of C.S. Lewis : The Man Behind the Movie (1994)
- C. S. Lewis for the Third Millennium (1994) — Six essays on Lewis' Abolition of Man
- Handbook of Christian Apologetics (with Ronald K. Tacelli) (1994)
- Your Questions, God's Answers (1994) — Solid responses for Catholic teens
- Christianity for Modern Pagans: Pascal's Pensees (1993)
- Shorter Summa (1993) — Shorter version of Kreeft's Summa of the Summa
- Back to Virtue (1992) — Reprint of For Heaven's Sake: The Rewards of the Virtuous Life (1986)
- Prayer: The Great Conversation (1991) — Straight answers to tough questions
- Three Philosophies of Life (1990) - Ecclesiastes (life as vanity), Job (life as suffering), Song of Songs (life as love)
- Summa of the Summa (1990) — Summa Theologica edited and explained for beginners
- Making Choices: Practical Wisdom for Everyday Moral Decisions (1990)
- Everything You Ever Wanted To Know About Heaven… But Never Dreamed of Asking (1990)
- Heaven, the Heart's Deepest Longing (1989)
- Fundamentals of the Faith, Essays in Christian Apologetics (1988)
- Making Sense Out of Suffering (1986)
- Yes or No? (1984) — Straight Answers to Tough Questions about Christianity
- The Best Things in Life: (1984) — Twelve Socratic dialogues on modern life
- The Unaborted Socrates (1983) — Socratic dialogue on abortion
- Between Heaven and Hell (1982) — A Dialog with John F. Kennedy, C. S. Lewis, and Aldous Huxley
- Love Is Stronger Than Death (1979) — On the meaning of death and life